# نیاز (گروه موسیقی)
نیاز یک گروه موسیقی ایرانی به سبک فیوژن است که سه عضو اصلی آن عبارتند از رامین ترکیان از گروه اکسم آو چویس، اعظم علی از گروه وس و کارمن ریزو ایتالیایی که بخش موسیقی رایانه‌ای و الکترونیکی را برعهده دارد.
این گروه که موسیقی تلفیقی را اساس کار خود قرار داده، توانسته با نگاه جدیدی که به موسیقی سنتی ایرانی داشته‌است و به‌دلیل قالب عرفانی و شرقی‌اش مورد پسند برخی مخاطبان خاص غیر ایرانی نیز قرار بگیرد. گروه نیاز موفق شد در اولین آلبوم خود به همین نام، با موسیقی منحصر به‌فرد خود، ترکیبی از موسیقی سنتی جهان و موسیقی الکترونیک را به‌وجود بیاورد.

## آلبوم‌ها
- ‌صمود‍‍‌ (۲۰۱۲)
- نه بهشت (۲۰۰۸)
- نیاز (۲۰۰۵)